# Sprechakttheorie
Die Sprechakttheorien oder Sprechhandlungstheorien thematisieren als Teilbereiche der linguistischen Pragmatik sprachliche Äußerungen, z. B. Reden, die nicht nur Sachverhalte beschreiben und Behauptungen aufstellen, sondern zugleich selbst Handlungen (Akte) vollziehen. Demnach sind Befehle, Namensgebungen, Eide, Versprechen, Warnungen, Beleidigungen u. ä. aktive Veränderungen der Realität.
Die vor allem in den 1950er und 60er Jahren auf der Grundlage dieser Theorie publizierten Abhandlungen analysieren und klassifizieren solche sprachlichen Handlungen und deren Implikationen. Zu den wichtigsten Vertretern zählen John Langshaw Austin (How to Do Things with Words) und John Searle.

## Geschichte
Als Geburtsjahr der Sprechakttheorie kann das Jahr 1955 betrachtet werden, in dem John Langshaw Austin an der Harvard-Universität eine Vorlesungsreihe mit dem Titel How to Do Things with Words hielt. Sie wurde postum im Jahre 1962 veröffentlicht; eine deutsche Übersetzung erschien 1972 unter dem Titel Zur Theorie der Sprechakte. Wesentlich verantwortlich für die Verbreitung sprechakttheoretischer Ideen ist das von John Searle, einem Schüler Austins, 1969 veröffentlichte Buch Speech Acts, in dem bestimmte Aspekte von Austins Gedanken stärker systematisiert, andere aber auch vernachlässigt oder verzeichnet werden. Insbesondere entwickelte Searle am Beispiel des Sprechakts des „Versprechens“ ein Modell zur Beschreibung einzelner Sprechakttypen.
Erste Überlegungen zu einer Theorie des Sprachhandelns und die Bezeichnung einer Aussage als „Akt“ finden sich bereits bei Charles S. Peirce. Dieser differenzierte zwischen dem Satz als solchem und der Aussage: „Unterscheiden wir zwischen dem Satz [proposition] und der Aussage [assertion] jenes Satzes. Wir gestehen gerne zu, daß der Satz selbst bloß ein Bild ist mit einem Etikett oder einem Zeiger, der ihm beigegeben ist. Aber jenen Satz aussagen heißt für ihn die Verantwortung zu übernehmen.“ (CP 5.343) Als Beispiel wählte Peirce hierzu die Handlung, einen Eid zu schwören: „Es ist kein bloßes Sagen, sondern ein Handeln. Das Gesetz nennt es einen Akt, glaube ich.“ (CP 5.346)
In gewisser Weise als sprachphilosophischer Wegbereiter der Sprechakttheorie kann Ludwig Wittgenstein betrachtet werden („Worte sind Taten“). In den 1953 postum veröffentlichten Philosophischen Untersuchungen spricht er sich bereits explizit gegen die Theorie aus, dass Wörter generell nur der Benennung von Dingen dienten:
„Als ob mit dem Akt des Benennens schon das, was wir weiter tun, gegeben wäre. Als ob es nur Eines gäbe, was heißt: 'von den Dingen reden.' Während wir doch das Verschiedenartigste mit unseren Sätzen tun.“ (PU S. 28, § 27) Der These von Sprache als „Benennung“ (und nichts als Benennung) stellt Wittgenstein bereits die Idee entgegen, dass „Sprechen“ auch „Handeln“ ist: „Das Wort ‚Sprachspiel‘ soll hier hervorheben, dass das Sprechen der Sprache ein Teil ist einer Tätigkeit, oder einer Lebensform“ (ebd., S. 26, § 23) Als einige solcher „Sprachspiele“ nennt Wittgenstein z. T. auch später von Austin exemplarisch für Sprechakte verwendete Beispiele, wie Befehlen, Bitten oder Danken.
Diese Traditionslinie muss allerdings mit größter Vorsicht genommen werden, da die Erkenntnisinteressen Ludwig Wittgensteins und besonders John Searles, aber auch schon John Austins, sehr verschieden sind. Insbesondere der Versuch der weiteren Fundierung der Sprechakttheorie Searles in einer Theorie des menschlichen Geistes macht deutlich, dass die Leitfragen der Sprechakttheorie mit Wittgensteins Sprachspiel-Denken eher zu kritisieren sind. Die ungeprüfte Berufung auf Wittgenstein, dessen noch unsystematische Ideen Searle systematisiert habe, stimmt ideengeschichtlich nicht. Am Begriff Regel-Regelfolgen wird dies besonders deutlich, da die Sprechakttheorie – wie andere Grammatiktheorien auch (z. B. Noam Chomskys Generative Transformationsgrammatik) – über die Einführung eines technischen Regelbegriffs davon ausgehen muss, man könne Regeln folgen, ohne sie (in welcher Form auch immer!) ausdrücken zu können. Diese Idee findet in Wittgensteins Philosophischen Untersuchungen ihre schärfste Kritik (siehe Matthias Ohler: Sprache und ihre Begründung).

## Sprechakte
Während Austin die Unterteilung eines Sprechaktes in drei Teilakte vornimmt, unterscheidet sein Schüler Searle vier solcher Teilakte, die in einem alltäglichen Kommunikationsprozess simultan ablaufen. Beiden Forschern gemeinsam ist die Absicht des Sprechers (Illokution) und die  Wirkung (Perlokution). Dazu kommt noch der richtige Gebrauch der sprachlichen Ausdrücke (Lokution, im lokutiven Akt bzw. im Äußerungsakt).

### Theorie von Austin
Nach Austin lassen sich folgende Akte unterscheiden, die gleichzeitig ablaufen:

#### 1. Der lokutionäre Akt
Der lokutionäre Akt (von lateinisch locūtiō ‚Sprache‘ bzw. loquor ‚ich spreche‘): die Handlung des ‚Etwas Sagens‘ (saying something „in the full normal sense“, wie Austin sagt), bestehend aus drei Teilakten:
- Phonetischer Akt (phonetic act): das Hervorbringen von sprachlichen Lauten und Lautketten, die in phonetischer Schrift einer bestimmten Sprache aufgezeichnet werden können.
- Phatischer Akt: das Hervorbringen von Äußerungen, die nach den Regeln der Grammatik einer bestimmten Sprache unter Verwendung der Wörter (Lexeme) und syntaktischer Strukturen gebildet sind.
- Rhetischer Akt: das Hervorbringen von Äußerungen, die sowohl einen sinnvollen Bezug zu Gegenständen und Ereignissen der Welt (reference) als auch Bedeutung (sense) haben, indem sie Aussagen über die Referenzobjekte machen.

Ein Beispiel: Hannah sagt zu ihrem Freund: „Fahr vorsichtig, die Straße da vorn in der Kurve ist glatt.“ Sie bringt somit eine Lautkette hervor (phonetischer Akt), die eine grammatische Äußerung des Deutschen ist (phatischer Akt), und weist damit auf eine Stelle hin, ordnet ihr eine Eigenschaft zu und äußert sich über das Fahrverhalten ihres Freundes (rhetischer Akt).

#### 2. Der illokutionäre bzw. illokutive Akt
Der illokutive Akt: der Vollzug einer konventionellen Sprechhandlung, wie beispielsweise einer Frage, Bitte, Warnung, Empfehlung, Drohung usw. (doing something in saying something, wie Austin sagt).
Der illokutionäre Akt ist der zentrale Aspekt eines Sprechaktes und enthält die zwischenmenschliche Bestimmung. Aus einer sozialen Interaktion heraus wird eine Sprechhandlung – der Äußerungsakt – ausgeführt (das, was mitgeteilt werden soll), aus deren drittem Teilaspekt eventuell vom Hörer eine Folgerung gezogen wird.
Das heißt für das vorausgegangene Beispiel: Hannah macht durch ihren Satz ihren Freund auf die Gefahrenstelle aufmerksam und spricht eine Warnung aus. An diesem Beispiel kann man Searles Kritik, dass illokutionärer und rhetischer Akt kaum zu trennen seien, nachvollziehen.

#### 3. Der perlokutionäre bzw. perlokutive Akt
Der perlokutive Akt ist das Erzielen einer Wirkung, die über den illokutionären Akt hinausgeht, wie beispielsweise Überzeugen, Umstimmen, Verärgern, Verunsichern, Kränken, Trösten usw. (doing something by saying something, wie Austin sagt).
Beispiel: Hannah beabsichtigt mit ihrer Äußerung, durch Überzeugen Einfluss auf das Verhalten ihres Freundes zu nehmen. Versteht er die Sprechhandlung, hat dies Folgen (einen perlokutionären Effekt) für den weiteren Kommunikations- und Handlungsprozess (Reduzierung der Geschwindigkeit und/oder Fortsetzung des Gesprächs).
Nach Austin ist zwischen dem perlokutionären Akt und dem perlokutionären Effekt zu unterscheiden. Der perlokutionäre Effekt ist die Wirkung, die aufgrund eines perlokutionären Aktes eintritt. Der Sprecher kann bei einem Sprechakt z. B. beabsichtigt haben, dass der Hörer lacht. Der tatsächlich eingetretene Effekt ist aber, dass der Hörer sich ärgert. Der intendierte perlokutionäre Akt des Sprechers ist also gescheitert. Vom Vollzug eines perlokutionären Aktes kann man nur dann sprechen, wenn die vom Sprecher intendierte Absicht mit der tatsächlich eingetretenen Wirkung übereinstimmt.
Der perlokutionäre Akt ist mit dem illokutionären Akt durch eine „dadurch, dass-Relation“ verbunden, d. h. kausal. Dementsprechend ist dieser die Folge einer Sprechhandlung. Dagegen ist der illokutionäre Akt mit dem lokutionären Akt durch eine „indem-Relation“ verbunden, d. h. inklusiv. Dementsprechend ist dieser das Ergebnis einer Sprechhandlung und fällt zeitlich mit deren Vollzug zusammen.
Beispiele:
1. Ein Sprecher vollzieht den perlokutionären Akt des Kränkens des Hörers dadurch, dass er den illokutionären Akt des Behauptens vollzieht, indem er einen lokutionären Akt vollzieht, wie z. B. die Aussage „Du bist hässlich.“
2. Ein Sprecher vollzieht den perlokutionären Akt des Verunsicherns des Hörers dadurch, dass er den illokutionären Akt der Frage vollzieht, indem er einen lokutionären Akt vollzieht, wie z. B. die Aussage: „Wann haben Sie das letzte Mal geduscht?“
3. Ein Sprecher vollzieht den perlokutionären Akt des den Hörer-von-etwas-Abbringens dadurch, dass er den illokutionären Akt der Warnung vollzieht, indem er einen lokutionären Akt vollzieht, wie z. B. die Aussage: „Das ist zu gefährlich, was du da planst.“

### Theorie von Searle
Während Austin die Unterteilung eines Sprechaktes in drei Teilakte vornimmt, unterscheidet Searle vier solcher Teilakte.
1. Äußerungsakt
2. propositionaler Akt
3. illokutionärer Akt (wie bei Austin)
4. perlokutionärer Akt (wie bei Austin)

Die von Searle vorgeschlagenen Änderungen an Austins Theorie betreffen hauptsächlich den rhetischen Akt. Da dieser vom illokutionären Akt nicht zu unterscheiden sei, ersetzt er ihn durch den propositionalen Akt und bestimmt ihn durch Differenzierung in Referenzakt und Prädikationsakt neu. Den phonetischen und den phatischen Akt fasst er unter dem Begriff des Äußerungsaktes zusammen.

#### 1. Äußerungsakt
(utterance act): Der Äußerungsakt fasst den phonetischen und den phatischen Akt bei Austin zusammen, d. h. er besteht aus dem Hervorbringen von Äußerungen nach den Regeln der Phonologie und Grammatik einer Sprache.

#### 2. propositionaler Akt
(propositional act): Der propositionale Akt besteht nach Searle wiederum aus zwei Teilakten, dem Referenzakt und dem Prädikationsakt. Mit dem Referenzakt bezieht sich der Sprecher auf bestimmte Objekte der Welt, z. B. mit dem Eigennamen „Peter“ auf die Person Peter. Mit dem Prädikationsakt ordnet der Sprecher dem Objekt, auf das er sich bezogen hat, eine Eigenschaft zu (z. B. „ist mutig“). Bei den folgenden Sprechakten vollzieht der Sprecher den gleichen propositionalen Akt: Peter ist mutig. Ist Peter mutig? Peter, sei mutig!. Man prädiziert und referiert also nicht nur bei Behauptungen, sondern auch bei anderen illokutionären Akten.

#### 3. illokutionärer Akt
wie bei Austin

#### 4. perlokutionärer Akt
wie bei Austin

## Sprechakttheorie als Bedeutungstheorie
Die Sprechakttheorie ist – gemäß einigen Theoretikern, nicht aber Austin – nicht nur eine Theorie des sprachlichen Handelns, sondern auch eine Theorie der Satzbedeutung. Die Sprechakttheorie fordert damit eine Erweiterung des Begriffs der Bedeutung: Die Explikation von „Bedeutung“ kann nicht wie in der einseitig an der Logik orientierten Sprachphilosophie ausschließlich unter Rekurs auf Wahrheitsbedingungen geschehen. Sprachliche Äußerungen bedürfen über die Beurteilung ihres Wahrheitswerts hinaus einer Bewertung unter weiteren Aspekten wie Erfolg oder Missglücken. Sprechakte sind komplexe Handlungen, deren Komponenten hierarchisch übereinander geschichtet sind. Diese Schichtung analysiert die Sprechakttheorie und zeigt dabei, wie man etwas bewirkt, indem man etwas tut, indem man etwas sagt, indem man etwas äußert.
Zur Satzbedeutung einer Äußerung wie (1) gehört die Bedeutungskomponente, dass (1) eine Frage ist, zur Bedeutung von (2), dass es sich um ein Verbot handelt.
1. „Wo ist denn hier der Bahnhof?“
2. „Sie dürfen hier nicht rauchen!“

In diesem Fall spricht man davon, dass die Äußerung eine bestimmte ‚illokutionäre Rolle‘ oder „Illokution“ hat. Sprecher vollziehen illokutionäre Akte, Äußerungen haben „illokutionäre Rollen“ oder „Illokutionen“. Die illokutionäre Rolle einer Äußerung erkennt man an den sog. Illokutionsindikatoren. Zu den Illokutionsindikatoren gehören:
Wortstellung im Satz
„Peter raucht.“ vs. „Raucht Peter?“
Modalpartikeln
„Kannst du schweigen?“ vs. „Kannst du mal schweigen?“
sog. performative Verben
„Ich bitte dich, mir zu helfen.“ oder: „Ich rate dir, den Job anzunehmen.“
Intonation
„Du kommst aus Braunschweig?“ (Satzstellung eines „Aussagesatzes“ mit ansteigender Intonation. Illokution: Frage.)

## Klassifikation von Sprechakten (Searle)
Zur Klassifikation der Illokutionen verwendet Searle zwölf Kriterien, drei davon sind:
Illokutionärer Witz
Mit dem illokutionären Witz bezeichnet er den Zweck eines Sprechaktes.
Ausrichtung
Damit ist angesprochen, wie sich reale Welt und Worte zueinander verhalten. Richten sich die Worte nach der realen Welt (wie bei einer Beschreibung) oder soll sich die Welt nach den Worten richten (wie z. B. bei einem Befehl oder einem Versprechen)?
Zum Ausdruck gebrachter psychischer Zustand
Auf welchem inneren Zustand basiert die Äußerung? Bei einer Beschreibung basiert sie z. B. darauf, dass der Sprecher glaubt, was er sagt. Der innere Zustand muss allerdings nicht der tatsächliche psychische Zustand sein. Es ist vielmehr der Zustand, den ein Sprecher zum Ausdruck bringt. Wenn sich jemand bedankt, dann bringt er Dankbarkeit zum Ausdruck – unabhängig davon, ob er tatsächlich dankbar ist oder nicht.
Nach diesen drei Kriterien unterteilt Searle die Illokutionen weiter in fünf Klassen:
|                | Zweck                                                      | Ausrichtung   | psychischer Zustand                 | Beispiele                                  |
| -------------- | ---------------------------------------------------------- | ------------- | ----------------------------------- | ------------------------------------------ |
| Repräsentativa | sagen, wie es sich verhält                                 | Wort auf Welt | Glaube                              | behaupten, mitteilen, berichten            |
| Direktiva      | jemanden zu einer Handlung/Unterlassung bewegen            | Welt auf Wort | Wunsch                              | bitten, befehlen, raten                    |
| Kommissiva     | sich selbst auf eine Handlung/Unterlassung festlegen       | Welt auf Wort | Absicht                             | versprechen, vereinbaren, anbieten, drohen |
| Expressiva     | Ausdruck der eigenen Gefühlslage                           | keine         | Zustand                             | danken, grüßen, beglückwünschen, klagen    |
| Deklarativa    | mit dem Sagen die Welt entsprechend dem Gesagten verändern | beide         | Verantwortung jemandes zu einer Tat | ernennen, entlassen, taufen                |

Repräsentativa (auch Assertiva, Assertive genannt) sind Sprechakte wie: feststellen, behaupten, berichten, aussagen, schließen usw. Gemeinsam ist diesen, dass der Sprecher durch sie „auf die Wahrheit oder Falschheit der in der Äußerung zum Ausdruck gebrachten Proposition festgelegt wird“. Assertiva „verpflichten den Sprecher zur Wahrheit der ausgedrückten Proposition“.
Direktiva oder auch Direktive Sprechakte
Ein Sprecher verpflichtet seinen Hörer auf die Ausführung einer Handlung. Direktive Sprechakte werden durch direktive Verben festgelegt: auffordern, bitten, befehlen, alle Verben im Imperativ.
Kommissiva oder auch Kommissive Sprechakte
Ein Sprecher verpflichtet sich zur Ausführung einer zukünftigen Handlung. Kommissive Sprechakte werden durch kommissive Verben festgelegt: versprechen, geloben, schwören, drohen usw.
Expressiva oder auch Expressive Sprechakte,
in denen ein Sprecher seinen psychischen Zustand zum Ausdruck bringt und sich dabei gesellschaftlicher „Aufrichtigkeitsregeln“ bedient. Expressive Sprechakte werden durch expressive Verben festgelegt: danken, gratulieren, entschuldigen, kondolieren usw.
Deklarativa oder auch Deklarative Sprechakte,
bei denen, auf der Grundlage einer bestimmten sozialen Institution (z. B. Schule, Kirche, Ämter usw.) ein bestimmter Zustand hergestellt wird. Deklarative Sprechakte werden durch deklarative Verben festgelegt: taufen, ernennen, zurücktreten usw. Beispiele typischer deklarativer Äußerungen sind:
- „Hiermit erkläre ich meinen Rücktritt…“
- „Im Namen von …“
- „In meiner Funktion als … erkläre ich …“

## Explizite und implizite, direkte sowie indirekte Sprechakte
Explizite Sprechakte sind z. B. „Ich verspreche hiermit, X zu tun“ oder „Hiermit taufe ich dieses Schiff auf den Namen Y“. Man spricht von explizit performativen direkten Sprechakten. Explizit performativ deshalb, weil ein so genanntes performatives Verb verwendet wird, im ersten Beispiel also „versprechen“, im zweiten „taufen“. Man spricht von direkten Sprechakten, weil die Proposition („X zu tun“) genau dem illokutionären Witz, dem Ziel der Äußerung, entspricht.
Dagegen gibt es auch implizite (primäre), direkte Sprechakte. Diese sind wesentlich häufiger. Zum explizit performativen, direkten Sprechakt „Ich verspreche, X zu tun“ lautet der implizit performative „Ich werde X tun“, das performative Verb wird also einfach weggelassen.
Zudem gibt es – zumindest gemäß Searle – auch noch indirekte Sprechakte. Hier ist das illokutionäre Ziel nicht aus der Proposition erkennbar. Indirekte Sprechakte beziehen sich auf Bedingungen, die für einen Sprechakt(-typ) vorliegen. Man kann z. B. sagen „Gib mir das Salz!“, aber genauso gut kann man sich dabei auch auf eine Einleitungsbedingung für diesen Sprechakt beziehen: „Der Hörer muss in der Lage sein, das Salz zu reichen“; dementsprechend kann man fragen „Kannst du mir mal das Salz reichen?“. Dies ist (wörtlich genommen) eine Frage nach dem Vermögen des Hörers, das Salz zu reichen. Der illokutionäre Akt, den der Sprecher damit vollziehen will, ist aber eine Bitte.
Bei indirekten Sprechakten unterscheidet man primäre und sekundäre Illokution. Die sekundäre Illokution ist die wörtliche, also in unserem Beispiel die Frage nach dem Vermögen des Hörers, das Salz reichen zu können. Die primäre Illokution, das eigentliche Ziel der Äußerung, ist hier aber eine Bitte, die man auch durch die Äußerung „Gib mir bitte das Salz!“ vorbringen könnte. Man vollzieht dabei den primären Sprechakt, indem man den sekundären vollzieht. Nach Searles Konzeption der indirekten Sprechakte muss die primäre Illokution (Bitte) über eine komplizierte Abfolge von Schlussfolgerungen aus der sekundären erschlossen werden. Erst nach diesen Schlussfolgerungen erkennt der Hörer nach Searle, dass es sich nicht um eine Frage nach der Handlungsfähigkeit, sondern um eine Bitte handelt. Damit ein indirekter Sprechakt gelingt, der Hörer also einen weiteren propositionalen Gehalt über das Gesagte hinaus erkennt, muss für den Sprecher die Maxime gelten: Sei aufrichtig und relevant! Für den Hörer lautet die Maxime: Suche nach dem Sinn! Ebenfalls müssen beide über dasselbe (sprachliche wie außersprachliche) Hintergrundwissen verfügen. Diese Position ist in der Forschung jedoch nicht unumstritten. Gegner dieser Auffassung führen aus, dass die Äußerung „Kannst du mir das Salz reichen?“ im Deutschen konventionellerweise „Gib mir bitte das Salz!“ bedeutet. Die Hörer müssen das nicht erst mühsam erschließen.

## Historische Sprechaktanalyse
Seit kurzem kann man von der Existenz einer historischen Sprechaktanalyse sprechen. Andreas Jucker, der auch eine Bibliographie zur historischen Pragmatik verwaltet, und Irma Taavitsainen haben als zentrales Publikationsorgan das Journal of Historical Pragmatics gegründet. Die Frage, wie ein bestimmter Sprechakt im Laufe der Geschichte verwirklicht worden ist, fällt auch in den Bereich der Onomasiologie (so hat die von Joachim Grzega, Alfred Bammesberger und Marion Schöner herausgegebene Zeitschrift Onomasiology Online ebenfalls begonnen, Artikel aus diesem Bereich aufzunehmen).

## Weitere historische Personen
Ludwig Wittgensteins kontrovers interpretierte Philosophischen Untersuchungen (1953, postum) werden häufig als Bezugspunkt der Sprechakttheorien genannt, insofern als der Autor die dyadische Theorie der Bedeutung („Jedes Wort hat eine Bedeutung. […] Sie ist der Gegenstand, für welchen das Wort steht.“ -PU 1) ablehnt. Dagegen sei „[d]ie Bedeutung eines Wortes […] sein Gebrauch in der Sprache“, dessen Regeln dadurch bestimmt werde, dass sprachliche Äußerungen in der Kommunikation des Alltags in unterschiedlichen Situationen verschiedene Funktionen übernehmen (von Wittgenstein „Sprachspiel“ genannt). „Sieh den Satz als Instrument an, und seinen Sinn als seine Verwendung!“ (PU 421) – (Weiteres unter Die semantische Theorie in der Diskussion.)
Charles Peirce  bezieht seine Vorstellungen der Semiose (d. h. Prozess der Wirkungsentfaltung eines Zeichens) als eigentlichem Gegenstand der Semiotik auf die Ontologie: auf allgemeine Kategorien der Wahrnehmung. Ihm geht es  um erkenntnistheoretische Allgemeinheit und um metaphysische Universalität. Ausgangspunkt seiner Überlegung ist die Wirkung, die der Mensch in seiner Vorstellung dem Gegenstand eines Begriffes (Objekt) zuordnet und die den Begriffsinhalt bestimmt. Vor diesem Hintergrund entwickelte er in seiner pragmatischen Semiotik aus dem dyadischen Zeichenmodell (Das Zeichen – das Repräsentamen – hat direkten Bezug zum außersprachlichen Objekt) eine triadische Relation, indem er eine Zwischeninstanz, den Interpretanten, einsetzt, das bedeutet: Die individuell erkannte Bedeutung, welche durch Interpretation des Sprechers/Hörers in einem – kulturell vorgeprägten – Handlungszusammenhang entsteht. Da die jeweiligen Repräsentamen situationsabhängig unterschiedlich gedeutet werden, sind die Zeichenbeziehungen immer perspektivisch, d. h.: Es kann zu Missverständnissen und Täuschungen kommen und die Interpretation über das eigentliche Objekt (das dynamische Objekt) muss evtl. angepasst werden. Durch Verständigung erhalten die Zeichen eine intersubjektive Deutung, die als konventionell akzeptiert wird.
George H. Mead  entwarf ebenfalls ein dynamisches Modell:  In seiner Philosophie untersucht er die Funktion der Sprache im interpersonalen, gesellschaftlichen Kontext und bezieht neben der verbalen die nonverbale Kommunikation ein:  Durch Worte, Gesten  Mimik kann der Mensch bestimmte Reaktionen bei sich selbst und – in einem Interaktionismus – bei anderen auslösen, Hinweise auf sich selbst geben und so bei sich selbst und beim Anderen Reaktionen auslösen. Das Individuum nimmt in dieser Weise den gesellschaftlichen Kommunikationsprozess in sich auf und verarbeitet ihn. Für Mead ist dieser Vorgang bedeutsam für die Entwicklung der Identität durch Interaktion. Vor allem über die Zeichen der Sprache entstehen – durch die  Kooperation von Subjekten – Rückkoppelungen, allerdings nicht in einem einfachen behavioristischen Reiz-Reaktion-Schema, sondern in einem komplexen Bewusstseinsprozess (Sozialbehaviorismus): Der Mensch registriert, wie sein Verhalten der Reiz für das Verhalten anderer ist. So vermag er sein Verhalten und das der anderen zu kontrollieren und zu korrigieren, so dass sich sprachliche Kooperationsprozesse optimieren lassen. Der Sprecher verbindet mit seinem Zeichen die Reaktion des Gegenübers – das Zeichen wird damit  signifikant, d. h. ein Symbol.
Für Meads Schüler Charles W. Morris ist die Pragmatik als relation of signs to interpreters (Foundations of the Theory of Signs, 1938) zu verstehen. Er nimmt in seiner Kommunikationstheorie – ähnlich Peirce – für die Semiose (Zeichenprozess) eine Dreiteilung  eines Zeichens vor, ein mittelbar-Notiz-Nehmen durch Vermittlung von etwas Drittem: Die Vermittler sind Zeichenträger; die Notiznahmen sind Interpretanten (an Stelle eines Begriffs oder Gedankens setzt er ein Verhalten: Die Interpretation wird als Verhaltensdisposition, als Handlung des mittelbar Notiznehmens aufgefasst); das, von dem Notiz genommen wird, sind Designate (Objekte). Später ergänzt er sein Modell um die Akteure in diesem Prozess: die Interpreten. Den Teil der Semiotik, der sich mit der Beziehung des Zeichenträgers zu dem Interpreten befasst, nennt Morris Pragmatik. Er vertritt in diesem Zusammenhang – im Unterschied zu Peirce – eine behavioristische Sichtweise, die deskriptiv-empirisch den Gebrauch von Zeichen im sozialen Kontext beobachtet: „Interpretant definiert er als Effekt, der in irgendeinem Rezipienten ausgelöst wird und durch den die betreffende Sache ihm als Zeichen erscheint“. „Der Interpretant eines Zeichens ist die Gewohnheit, kraft derer dem Zeichenträger die Designation bestimmter Gegenstandsarten oder Sachverhaltsarten zugeschrieben wird; …“ (Grundlagen der Zeichentheorie, 1988).

### Klassiker
- William Alston: Illocutionary Acts and Sentence Meaning. Cornell University Press, Ithaca NY u. a. 2000, ISBN 0-8014-3669-9 (Versuch, eine Brücke zwischen Sprechakttheorie und Semantik zu schlagen; die Bedeutung eines Satz ist als dessen Potential für den Vollzug illokutionärer Akte zu verstehen).
- John L. Austin: How to Do Things with Words (= The William James Lectures. 1955, ZDB-ID 1101386-2). Harvard University Press, Cambridge MA 1962, (In deutscher Sprache: Zur Theorie der Sprechakte (= Universal-Bibliothek. Bd. 9396). Deutsche Bearbeitung von Eike von Savigny. Reclam, Stuttgart 1972, ISBN 3-15-009396-1).
- George H. Mead: Mind, Self, and Society. University of Chicago Press, Chicago IL 1934, (In deutscher Sprache: Geist, Identität und Gesellschaft aus der Sicht des Sozialbehaviorismus. Mit einer Einleitung herausgegeben von Charles W. Morris. Suhrkamp, Frankfurt am Main 1968).
- Charles W. Morris: Foundations of the Theory of Sign (= International Encyclopedia of Unified Science. Bd. 1, Nr. 2, ZDB-ID 599244-8). University of Chicago Press, Chicago IL 1938.
- Charles Sanders Peirce: Schriften. Band 2: Vom Pragmatismus zum Pragmatizismus. Mit einer Einführung herausgegeben von Karl-Otto Apel. Suhrkamp, Frankfurt am Main 1970.
- John R. Searle: Speech Acts. An Essay in the Philosophy of Language. Cambridge University Press, Cambridge 1969, (In deutscher Sprache: Sprechakte. Ein sprachphilosophischer Essay. Suhrkamp, Frankfurt am Main 1971).
- John R. Searle: Expression and Meaning. Studies in the Theory of Speech Acts. Cambridge University Press, Cambridge u. a. 1979, ISBN 0-521-07184-4 (In deutscher Sprache: Ausdruck und Bedeutung. Untersuchungen zur Sprechakttheorie (= Suhrkamp-Taschenbuch Wissenschaft. 349). Suhrkamp, Frankfurt am Main 1982, ISBN 3-518-27949-1; Verschiedene Untersuchungen zu speziellen Problemen der Sprechakttheorie, u. a. zur Klassifikation von Sprechakten und zu fiktionaler Rede).
- Ludwig Wittgenstein: Philosophische Untersuchungen (= Bibliothek Suhrkamp. 1372). Auf der Grundlage der kritisch-genetischen Edition neu herausgegeben von Joachim Schulte. Suhrkamp, Frankfurt am Main 2003, ISBN 3-518-22372-0.

### Einführungen
- Klaus Baumgärtner, Hugo Steger (Hrsg.): Funkkolleg Sprache. Eine Einführung in die moderne Linguistik. Beltz, Weinheim 1972.
- Friedrich Christoph Dörge: Illocutionary Acts. Austin's account and what Searle made out of it. Tübingen 2004,  Digitalisat (PDF; 1,8 MB), (Tübingen, Eberhard-Karls-Universität, Dissertation. 2004; affirmative Rekonstruktion von Austins Sprechakttheorie, umfassende Kritik derjenigen von Searle).
- Claus Ehrhardt, Hans Jürgen Heringer: Pragmatik (= UTB 3480 Sprachwissenschaft). Fink, Paderborn 2011, ISBN 978-3-8252-3480-5, S. 57 ff.
- Götz Hindelang: Einführung in die Sprechakttheorie. Sprechakte, Äußerungsformen, Sprechaktsequenzen (= Germanistische Arbeitshefte. 27). 5., neu bearbeitete und erweiterte Auflage. de Gruyter, Berlin u. a. 2010, ISBN 978-3-11-023147-2
- Stephen C. Levinson: Pragmatics. Cambridge University Press, Cambridge u. a. 1983, ISBN 0-521-29414-2 (In deutscher Sprache: Pragmatik (= Konzepte der Sprach- und Literaturwissenschaft. Bd. 39). Ins Deutsche übersetzt von Ursula Fries. Niemeyer, Tübingen 1990, ISBN 3-484-22039-2).
- Sven Staffeldt: Einführung in die Sprechakttheorie. Ein Leitfaden für den akademischen Unterricht (= Stauffenburg-Einführungen. Bd. 19). Stauffenburg, Tübingen 2008, ISBN 978-3-86057-292-4.

### Weiterführende Literatur
- Jacques Derrida, Limited Inc. 2 Essays. Northwestern University Press, Evanston IL 1988, ISBN 0-8101-0788-0 (Scharfe Kritik an Searle).
- Dirk Greimann, Geo Siegwart (Hrsg.): Truth and Speech Acts. Studies in the philosophy of language (= Routledge Studies in Contemporary Philosophy. Bd. 5). Routledge, New York NY u. a. 2007, ISBN 978-0-415-40651-2.
- Götz  Hindelang, Young Sook Yang: Sprechakttheoretische Dialoganalyse. In: Sven Staffeldt, Jörg Hagemann (Hrsg.): Pragmatiktheorien. Analysen im Vergleich (= Stauffenburg-Einführungen. Bd. 27). Stauffenburg, Tübingen 2014, ISBN 978-3-86057-807-0, S. 149–182.
- Frank Liedtke: Grammatik der Illokution. Über Sprechhandlungen und ihre Realisierungsformen im Deutschen (= Tübinger Beiträge zur Linguistik. 436). Narr, Tübingen 1998, ISBN 3-8233-5102-8.
- Anthonie Wilhelmus Marie Meijers: Speech Acts, Communication and Collective Intentionality beyond Searle's Individualism. s. n., s. l. 1994, ISBN 90-801946-1-1, (Leiden, Universität, Dissertation, 1994).
- Eckard Rolf: Illokutionäre Kräfte. Grundbegriffe der Illokutionslogik. Westdeutscher Verlag, Opladen 1997, ISBN 3-531-12921-X (Gibt eine Beschreibung einer großen Zahl von Illokutionen auf der Basis von  Searle / Vanderveken (1985)).
- Eckard Rolf: Der andere Austin. Zur Rekonstruktion / Dekonstruktion performativer Äußerungen – von Searle über Derrida zu Cavell und darüber hinaus. transcript-Verlag, Bielefeld 2009, ISBN 978-3-8376-1163-2.
- Martinetz Helmut: Die klingende Visitenkarte: Das was ich spreche bin ich..., 2005, ISBN 978-3-8258-8398-0
- Thorsten Sander: Redesequenzen. Untersuchungen zur Grammatik von Diskursen und Texten. mentis, Paderborn 2002, ISBN 3-89785-062-1 (Zugleich: Essen, Universität, Dissertation, 2001; Untersucht das Verhältnis von Sprechakten und Gesprächen bzw. Texten).
- Hans Julius Schneider: Phantasie und Kalkül. Über die Polarität von Handlung und Struktur in der Sprache. Suhrkamp, Frankfurt am Main 1992, ISBN 3-518-58114-7.
- Stephen R. Schiffer: Meaning. Clarendon Press, Oxford 1972, ISBN 0-19-824367-7.
- John Rogers Searle, Daniel Vanderveken: Foundations of Illocutionary Logic. Cambridge University Press, Cambridge 1985, ISBN 0-521-26324-7(Formal anspruchsvoll).
- John R. Searle et al.: (On) Searle on Conversation (= Pragmatics & beyond. NS Bd. 21). Compiled and introduced by Herman Parret and Jef Verschueren. Benjamins, Amsterdam u. a. 1992, ISBN 90-272-5033-2 (Sammelband zum Verhältnis von einzelnen Sprechakten und Gesprächen).
- Maria Ulkan: Zur Klassifikation von Sprechakten. Eine grundlagentheoretische Fallstudie (= Linguistische Arbeiten. 174). Niemeyer, Tübingen 1992, ISBN 3-484-30174-0.
- Dieter Wunderlich: Studien zur Sprechakttheorie (= Suhrkamp-Taschenbuch. 172). Suhrkamp, Frankfurt am Main 1976, ISBN 3-518-07772-4.